# 영양왕
영양왕(嬰陽王(성휘: 고대원(高大元)), 생년 미상~618년 9월)은 고구려의 제26대 국왕(재위: 590년 10월~618년 9월)이다. 평양왕(平陽王) 또는 대흥왕(大興王)이라고도 한다. 휘는 고원(高元) 또는 고대원(高大元)으로 평원왕의 맏아들이다.
수 문제와 수 양제가 각각 30만 대군과 113만 대군으로 침공해오자, 을지문덕을 보내어 살수에서 물리쳤다.

## 생애
영양왕은 평원왕의 맏아들로 언제 태어났는지는 분명치 않으며, 565년 음력 1월(평원왕 7년)에 태자로 책봉되었고, 590년 음력 10월에 평원왕이 승하하자 왕위에 올랐다.

### 제1차 고구려-수 전쟁
영양왕이 즉위했을 때 중국 대륙은 수나라에 의해 통일되었다. 남조의 진을 멸망시키고 중국 대륙을 통일한 수 문제는 북쪽으로 눈을 돌려 돌궐과 고구려에 압력을 가하기 시작했다. 수나라는 우선 고구려에 사신을 보내 고구려의 영토를 염탐하였고, 그 후에도 몇 차례에 걸쳐 사신을 보내 지형을 알아보게 하였다. 마찬가지로 영양왕 역시 수나라에 사신을 보내 동태를 살폈다.
마침내 수 문제가 고구려를 공격하기 위해 비밀리에 군대를 양성하고 있다는 소식을 접하자 598년 고구려는 말갈병 1만 명을 동원하여 요서 지역의 임유관(현재의 산하이 관)을 선제 공격했다. 그러나 임유관을 점령하지는 못했다.
수 문제는 이에 격분하여 음력 6월에 한왕 양량과 왕세적을 대원수로 임명하고, 주라후로 하여금 보급을 맡겨 수륙군 30만 명을 동원하여 요동성을 공격하게 하였다. 하지만 주라후의 보급선을 미리 알아챈 고구려군은 주라후의 보급선을 격파하여 군량 보급을 끊었고, 때마침 장마가 닥쳐 수나라의 30만 대군은 끝내 5만 명의 정예병을 이끈 고구려의 장수인 병마원수 강이식의 전략에 말려들어 결국 대패하여 병력을 대부분 잃고 퇴각하고 만다.
수 문제는 이 소식을 듣고 출전 장수들을 모두 불러들여 잡아들인 후 죽이거나 감옥에 가두었으며, 다시 한 번 고구려를 침공하고자 하였으나, 중신들의 반대로 고구려 침공 계획은 중단되었다. 이 상황을 놓치지 않고 영양왕은 수나라에 사신을 보내 화친을 제의했다.
영양왕의 예상대로 수 문제는 화친 제의를 받아들였다. 그 무렵 백제에서도 수나라에 사신을 보내 자신들이 길잡이 노릇을 하겠다며 다시금 수나라에게 고구려를 공격할 것을 요청했다. 하지만 수나라는 백제의 요청을 거부하였다.

### 신라·백제와의 전쟁
이 소식을 접한 영양왕은 진노하여 곧바로 군사를 동원하여 백제를 침공했다. 백제에 대한 공격은 곧 신라에 대한 공격을 예고하는 것이었기 때문에 이 일은 곧 한동안 중단되었던 고구려의 백제 및 신라에 대한 공략이 재개되었음을 의미했다. 이에 따라 백제와 신라는 즉시 전시 체제로 돌입하였다. 영양왕이 백제와 신라에 대하여 압박을 가한 일은 중국 대륙의 침입에 앞서 한반도 쪽 변방을 먼저 강화시키지 않으면 안 된다는 이유에서였다.
그러는 와중에도 600년(영양왕 11년) 태학박사(太學博士) 이문진(李文眞)에게 명하여 《유기(留記)》 1백 권을 재편하여 《신집(新集)》 5권을 만들게 했다.
603년 영양왕은 장군 고승을 보내 신라의 북한산성을 공격하였다. 이에 신라에서는 진평왕이 몸소 군사를 이끌고 고구려군에 대항하였고, 이 때문에 고구려군은 별다른 성과를 거두지 못한 채 퇴각하였다. 607년에는 백제의 송산성을 공격하였으나 역시 함락시키지 못했고, 간신히 석두성을 공격하여 포로 3천 명을 사로잡아 끌고갔다.

### 제2차 고구려-수 전쟁
그 무렵 수나라의 새로운 황제로 등극한 수 양제는 야심으로 가득찬 인물이었다. 그는 북쪽으로 돌궐에 압박을 가하여 돌궐 왕이 장안으로 입조토록 하였다. 이렇게 되자 수나라에 조공하지 않는 나라는 오로지 고구려밖에 남지 않았다.
수 양제는 여러 차례에 걸쳐 고구려에 조공을 바치라고 요구하였으나, 고구려는 그의 요구를 받아들이지 않았다. 결국 수 양제는 고구려를 공격하기로 결정하고 대군을 조직하였으며, 수나라의 침입을 예상한 고구려는 608년 신라의 북쪽 변경을 습격하여 8천 명을 포로로 잡았고, 우명산성을 함락시켜 신라의 북진을 차단하였다. 그리고 다시 여러 차례에 걸쳐 신라와 백제를 공격하여 양원왕 때 잃었던 아리수 이북의 영토를 거의 회복하였다.
611년 수 양제는 군사를 탁군(啄郡)에 집결시킨 뒤, 612년에는 자신이 직접 군사를 이끌고 고구려를 침략하였다. 이때 수나라의 군대는 총 113만 3800명이었다. 고구려의 수도인 평양성을 함락시킨다는 목적 아래 수 양제가 직접 이끄는 좌군은 요수를 넘어 요동성을 포위하였다. 하지만 요동성이 좀처럼 무너질 기미가 보이지 않았다. 그 무렵 내호아가 이끄는 해군이 바다를 건너 강을 따라 평양성으로 향했다. 하지만 고구려군이 이미 그들의 진입로를 예상하고 매복을 하고 있다가 급습하여, 수나라 함대는 대패하여 물러났다.
그 후 수나라 군대는 진퇴를 거듭하며 고구려를 공격하였으나 모두 실패했다. 그래서 양제는 우중문과 우문술에게 30만 5천의 별동대를 내어 곧바로 평양을 함락시키려 하였으나, 살수에서 을지문덕에게 대패하여 기세가 크게 꺾여 퇴각하고 만다 (살수대첩).

### 제3차 고구려-수 전쟁
613년 정월에 수 양제는 다시금 탁군에 군사를 결집시킨 뒤 고구려를 재차 침공하였다. 이때 수 양제는 우문술과 함께 요동으로 진격하였고, 왕인공은 북쪽의 신성을 공격하게 하였다. 그러나 요동성과 신성이 좀처럼 함락되지 않았으면서, 설상가상으로 본국에서 양현감이 반란을 일으키기에 이른다. 수 양제는 반란 소식을 접하고 당황하여 그날 밤으로 급히 퇴각하여 장안으로 돌아갔다. 그리고 반란을 진압한 뒤에 또다시 고구려에 대한 침략을 준비하였다.

### 제4차 고구려-수 전쟁과 수나라의 멸망
614년 수 양제는 전국의 군사를 소집하여 고구려를 향해 떠났다. 하지만 수나라 군대는 이미 전의를 상실한 상태였다. 이 사실을 간파한 영양왕은 급히 사신을 보내 화친을 제의했고, 수 양제는 중신들의 주장에 밀려 못 이기는 척하며 화친 제의를 받아들여 퇴각하였다.
이후로도 수 양제는 고구려 침략을 몇 번이나 계획했으나 중신들의 반대로 모두 실행되지 못했다. 당시 수나라는 무리한 잦은 대외 원정으로 경제가 피폐해지고 곳곳에서 반란이 끊이지 않는 등 점차 몰락의 길을 걷고 있었다. 결국 618년 수 양제는 강도에서 피살되었으며, 이로써 수나라가 멸망하고 당나라가 들어섰다.

### 죽음
618년 음력 9월 영양왕은 수나라의 멸망을 지켜보면서, 전쟁으로 피폐해진 국력을 회복시키던 중 승하하였다.  고구려는 영양왕 승하 이후 2대 더 지속되지만, 27대 영류왕은 연개소문의 반란 때에 살해되고, 28대 보장왕은 나라가 망하면서 당나라로 압송되므로, 고구려의 왕으로서 죽을 때까지 온전하게 왕위를 보존한 것은 영양왕이 마지막이 된다.

## 가계
- 아버지 : 평원왕(平原王, ? ~ 590)
- 어머니 : 미상 
  - 왕후 : 미상

## 기년, 연호
| 영양왕 | 원년   | 2년    | 3년    | 4년    | 5년    | 6년    | 7년    | 8년    | 9년    | 10년   | 11년   | 12년   | 13년   | 14년   | 15년   |
| 서력   | 590년  | 591년  | 592년  | 593년  | 594년  | 595년  | 596년  | 597년  | 598년  | 599년  | 600년  | 601년  | 602년  | 603년  | 604년  |
| 단기   | 2923년 | 2924년 | 2925년 | 2926년 | 2927년 | 2928년 | 2929년 | 2930년 | 2931년 | 2932년 | 2933년 | 2934년 | 2935년 | 2936년 | 2937년 |
| 간지   | 경술   | 신해   | 임자   | 계축   | 갑인   | 을묘   | 병진   | 정사   | 무오   | 기미   | 경신   | 신유   | 임술   | 계해   | 갑자   |
| 영양왕 | 16년   | 17년   | 18년   | 19년   | 20년   | 21년   | 22년   | 23년   | 24년   | 25년   | 26년   | 27년   | 28년   | 29년   |        |
| 서력   | 605년  | 606년  | 607년  | 608년  | 609년  | 610년  | 611년  | 612년  | 613년  | 614년  | 615년  | 616년  | 617년  | 618년  |        |
| 단기   | 2938년 | 2939년 | 2940년 | 2941년 | 2942년 | 2943년 | 2944년 | 2945년 | 2946년 | 2947년 | 2948년 | 2949년 | 2950년 | 2951년 |        |
| 간지   | 을축   | 병인   | 정묘   | 무진   | 기사   | 경오   | 신미   | 임신   | 계유   | 갑술   | 을해   | 병자   | 정축   | 무인   |        |

## 대중 문화속에 나타나는 영양왕
- 연개소문 (SBS, 2006년 ~ 2007년, 배우 : 이효정)
- 달이 뜨는 강 (KBS2 2021년, 배우 : 권화운, 박상훈, 송민재)

## 같이 보기
- 고구려-수 전쟁
- 백제
  - 위덕왕 (554년~598년)
  - 혜왕 (598년~599년)
  - 법왕 (599년~600년)
  - 무왕 (600년~641년)
- 신라
  - 진평왕 (579년~632년)
- 왜
  - 스슌 천황 (587년~592년)
  - 스이코 천황 (593년~628년)
- 수
  - 수 고조 문제 (581년~604년)
  - 수 세조 양제 (604년~617년)
  - 수 공제 (617년~618년)